# پادشاه شینمون
پادشاه شینمون (هانگول: 신문왕؛ هانجا: 神文王) سی و یکمین پادشاه شیلا بود او در سال ۶۸۱ میلادی با مرگ پدرش به تخت نشست و در سال ۶۹۲ میلادی به دلایل نامعلوم مرد.